# Atletika na Letních olympijských hrách 2016 – skok daleký muži
 Skok daleký mužů na Letních olympijských hrách 2016 se uskutečnil od 12. do 13. srpna na Olympijském stadionu v Riu de Janeiru.

## Rekordy
Před startem soutěže byly platné rekordy následující:
| Světový rekord           | Mike Powell (USA)    | 8,95 m | Tokio, Japonsko          | 30. srpen 1991   |
| Olympijský rekord        | Bob Beamon (USA)     | 8,90 m | Ciudad de México, Mexiko | 18. říjen 1968   |
| Nejlepší výkon roku 2016 | Jarrion Lawson (USA) | 8,58 m | Eugene, USA              | 3. červenec 2016 |

## Kalendář
Pozn. Všechny časy jsou v brazilském čase (UTC-3).
| Datum                 | Čas   | Kolo        |
| --------------------- | ----- | ----------- |
| Pátek 12. srpna 2016  | 21:20 | Kvalifikace |
| Sobota 13. srpna 2016 | 20:53 | Finále      |

## Výsledky
- Q Přímý postup po splnění kvalifikačního limitu
- q Dodatečný postup pro doplnění počtu účastníků finále na 12
- DNS Nestartoval
- DNF Nedokončil
- DSQ Diskvalifikován
- NM Žádný platný pokus
- x Neplatný pokus (přešlap)

- PB osobní rekord
- SB nejlepší výkon sezóny
- NR národní rekord
- CR kontinentální rekord
- OR olympijský rekord
- WR světový rekord

### Kvalifikace
V kvalifikaci měl každý ze skokanů k dispozici tří pokusy, ze kterých se počítal nejlepší. Do finále postoupili přímo atleti, kteří překonali kvalifikační limit 8,15 m. To se podařilo pouze dvěma skokanům, dodatečně tedy postoupilo deset skokanů s nejlepším výkonem (q), kteří limit nesplnili, aby byl počet účastníků finále doplněn na 12.
| Poř. | Skupina | Skokan                  | Země                   | #1   | #2   | #3   | Výsledek | Pozn. |
| ---- | ------- | ----------------------- | ---------------------- | ---- | ---- | ---- | -------- | ----- |
| 1    | B       | Wang Ťia-nan            | Čína                   | 8,24 | –    | –    | 8,24     | Q, SB |
| 2    | A       | Jeff Henderson          | Spojené státy americké | 8,20 | –    | –    | 8,20     | Q     |
| 3    | A       | Emiliano Lasa           | Uruguay                | 8,14 | 8,02 | –    | 8,14     | q     |
| 4    | A       | Luvo Manyonga           | Jihoafrická republika  | x    | 8,12 | 8,10 | 8,12     | q     |
| 5    | A       | Rushwal Samaai          | Jihoafrická republika  | 8,03 | 7,96 | 7,82 | 8,03     | q     |
| 6    | A       | Henry Frayne            | Austrálie              | 7,96 | 7,97 | 8,01 | 8,01     | q     |
| 7    | B       | Jarrion Lawson          | Spojené státy americké | 7,99 | 7,62 | 7,96 | 7,99     | q     |
| 8    | B       | Fabrice Lapierre        | Austrálie              | x    | 7,96 | 7,73 | 7,96     | q     |
| 9    | A       | Huang Changzhou         | Čína                   | 7,59 | 7,57 | 7,95 | 7,95     | q     |
| 10   | A       | Greg Rutherford         | Velká Británie         | x    | x    | 7,90 | 7,90     | q     |
| 11   | A       | Kafétien Gomis          | Francie                | 7,81 | 7,67 | 7,89 | 7,89     | q     |
| 12   | B       | Damar Forbes            | Jamajka                | 7,85 | 7,68 | 7,62 | 7,85     | q     |
| 13   | B       | Radek Juška             | Česko                  | 7,64 | 7,84 | 7,83 | 7,84     |       |
| 14   | A       | Kim Deok-hyeon          | Jižní Korea            | 7,42 | 7,76 | 7,82 | 7,82     |       |
| 15   | B       | Maykel Masso            | Kuba                   | 7,79 | 7,73 | 7,81 | 7,81     |       |
| 16   | A       | Tyrone Smith            | Bermudy                | 7,78 | 7,81 | 7,67 | 7,81     |       |
| 17   | B       | Chan Ming Tai           | Hongkong               | 7,79 | 7,76 | 7,42 | 7,79     |       |
| 18   | A       | Fabian Heinle           | Německo                | 7,64 | x    | 7,79 | 7,79     |       |
| 19   | B       | Bachana Khorava         | Gruzie                 | 7,72 | 7,77 | x    | 7,77     |       |
| 20   | B       | Jean Marie Okutu        | Španělsko              | 7,75 | 7,72 | 7,53 | 7,75     |       |
| 21   | A       | Izmir Smajlaj           | Albánie                | 7,72 | 7,61 | x    | 7,72     |       |
| 22   | B       | Stefan Brits            | Jihoafrická republika  | 7,46 | 7,71 | x    | 7,71     |       |
| 23   | B       | Kanstantsin Barycheuski | Bělorusko              | 7,39 | x    | 7,76 | 7,76     |       |
| 24   | B       | Ankit Sharma            | Indie                  | x    | x    | 7,67 | 7,67     |       |
| 25   | B       | Mike Hartfield          | Spojené státy americké | 7,66 | x    | 7,66 | 7,66     |       |
| 26   | A       | Michel Torneus          | Švédsko                | x    | 7,65 | 7,63 | 7,65     |       |
| 27   | A       | Miltiadis Tentoglou     | Řecko                  | x    | 7,64 | 7,57 | 7,64     |       |
| 28   | B       | Higor Alves             | Brazílie               | 7,59 | x    | x    | 7,59     |       |
| 29   | B       | Mohammad Arzandeh       | Írán                   | 7,29 | 7,23 | 7,31 | 7,31     |       |
| 30   | B       | Alyn Camara             | Německo                | 5,16 | x    | x    | 5,16     |       |
|      | A       | Gao Xinglong            | Čína                   | x    | x    | x    | NM       |       |
|      | A       | Aubrey Smith            | Jamajka                | x    | x    | x    | NM       |       |

### Finále
Dvanáct finalistů mělo k dispozici tři pokusy, ze kterých se počítal nejlepší. Osmička nejlepších pak měla k dispozici další tři pokusy. Nejlepší výsledek se počítal ze všech šesti pokusů.
| Poř.             | Skokan           | Země                   | #1   | #2   | #3   | #4          | #5          | #6          | Výsledek | Pozn. |
| ---------------- | ---------------- | ---------------------- | ---- | ---- | ---- | ----------- | ----------- | ----------- | -------- | ----- |
| Zlatá medaile    | Jeff Henderson   | Spojené státy americké | 8,20 | 7,94 | 8,10 | 7,96        | 8,22        | 8,38        | 8,38     | SB    |
| Stříbrná medaile | Luvo Manyonga    | Jihoafrická republika  | 8,16 | x    | x    | 8,28        | 8,37        | x           | 8,37     | PB    |
| Bronzová medaile | Greg Rutherford  | Velká Británie         | 8,18 | 8,11 | 8,22 | 8,26        | 8,09        | 8,29        | 8,29     |       |
| 4                | Jarrion Lawson   | Spojené státy americké | 8,19 | 8,15 | 8,25 | x           | x           | 7,78        | 8,25     |       |
| 5                | Wang Ťia-nan     | Čína                   | 7,76 | 8,17 | 7,89 | 8,05        | 8,13        | 7,88        | 8,17     |       |
| 6                | Emiliano Lasa    | Uruguay                | 7,93 | 7,84 | 8,04 | 8,10        | 7,92        | 7,95        | 8,10     |       |
| 7                | Henry Frayne     | Austrálie              | 7,83 | 8,06 | x    | 8,03        | 7,83        | 7,83        | 8,06     |       |
| 8                | Kafétien Gomis   | Francie                | 7,54 | 7,57 | 8,05 | x           | 7,55        | 7,83        | 8,05     |       |
| 9                | Rushwahl Samaai  | Jihoafrická republika  | 7,97 | 7,94 | x    | nepostoupil | nepostoupil | nepostoupil | 7,97     |       |
| 10               | Fabrice Lapierre | Austrálie              | x    | 7,87 | x    | nepostoupil | nepostoupil | nepostoupil | 7,87     |       |
| 11               | Huang Changzhou  | Čína                   | 7,78 | x    | 7,86 | nepostoupil | nepostoupil | nepostoupil | 7,86     |       |
| 12               | Damar Forbes     | Jamajka                | 7,63 | 7,74 | 7,82 | nepostoupil | nepostoupil | nepostoupil | 7,82     |       |